# Yvon Beliën
Yvon Beliën (Budel, Países Bajos, 28 de diciembre de 1993) es una jugadora profesional de voleibol neerlandesa, juega de posición central.

## Palmarés

### Clubes
Supercopa de Holanda:
- 2011, 2012

Campeonato de Holanda:
- 2013
- 2012

Campeonato de Alemania:
- 2015

Campeonato de Italia:
- 2016, 2017

Challenge Cup:
- 2018

### Selección nacional
Montreux Volley Masters:
- 2015

Campeonato Europeo:
- 2015, 2017

Grand Prix:
- 2016

## Premios individuales
- 2015: Mejor bloqueador Montreux Volley Masters